# The Best (альбом Аріани Ґранде)
The Best — альбом найкращих хітів американської співачки Аріани Ґранде. Він містить пісні з перших трьох студійних альбомів співачки: Yours Truly (2013), My Everything (2014) і Dangerous Woman (2016), спільну пісню із Джоном Леджендом «Beauty and the Beast» для офіційного саундтреку до однойменного фільму 2017 року, а також пісню «Faith» зі Стіві Вандером для саундтреку до мультфільму «Співай» (2016). Альбом був випущений у цифровому та фізичному вигляді виключно в Японії 27 вересня 2017 року компанією Universal Music Japan. В Японії альбом розійшовся тиражем у 24 764 копії за перший тиждень, досягнувши другого місця.

## Реліз
The Best був випущений 27 вересня 2017 року лейблом Universal Music Japan у чотирьох різних форматах. Стандартне видання містить вісімнадцять треків. Розкішне (делюкс) видання містить компакт-диск із вісімнадцятьма треками та бонусний DVD із чотирма музичними відео, тоді як спеціальна лімітована Blu-ray версія альбому містить десять музичних відео на DVD. Кожна версія поставлялася разом з ексклюзивним подарунком від магазину. Наприклад, альбоми, придбані в магазинах Tower Records, містять значок, в Tsutaya Records — листівку, а альбоми, придбані в Universal Music Store — плакат. 

## Трек-лист
| The Best – Стандартна версія | The Best – Стандартна версія                   | The Best – Стандартна версія                                                                                             | The Best – Стандартна версія | The Best – Стандартна версія |
| #                            | Назва                                          | Автор | {{{extra_column}}}           | Тривалість                   |
| ---------------------------- | ---------------------------------------------- | --- | ---------------------------- | ---------------------------- |
| 1.                           | «Break Free» (за участю Zedd)                  | |                              | 3:35                         |
| 2.                           | «Problem» (за участю Iggy Azalea)              | Kotecha Martin Ariana Grande Iggy Azalea Ilya Salmanzadeh                                                                |                              | 3:13                         |
| 3.                           | «Baby I»                                       | Kenneth Edmonds Antonio Dixon Patrick Smith                                                                              |                              | 3:17                         |
| 4.                           | «Into You»                                     | Kotecha Martin Grande Alexander Kronlund Salmanzadeh                                                                     | Dangerous Woman              | 4:04                         |
| 5.                           | «Bang Bang» (за участю Jessie J та Нікі Мінаж) | Kotecha Martin Onika Maraj Rickard Göransson                                                                             | My Everything                | 3:18                         |
| 6.                           | «Side to Side» (за участю Нікі Мінаж)          | Kotecha Martin Grande Maraj Kronlund Salmanzadeh                                                                         | Dangerous Woman              | 3:46                         |
| 7.                           | «One Last Time»                                | Kotecha David Guetta Giorgio Tuinfort Rami Yacoub Carl Falk                                                              | My Everything                | 3:17                         |
| 8.                           | «The Way» (за участю Мака Міллера)             | Harmony Samuels Amber Streeter Al Sherrod Lambert Jordin Sparks Malcolm McCormick Brenda Russell                         | Yours Truly                  | 3:47                         |
| 9.                           | «Be Alright»                                   | Grande Thomas Brown Victoria McCants Khaled Rohaim Nicholas Audino Lewis Hughes Willie Tafa Neo Joshua Alexander Crossan | Dangerous Woman              | 2:59                         |
| 10.                          | «Love Me Harder» (з The Weeknd)                | Kotecha Martin Peter Svensson Ali Payami Abel Tesfaye Ahmad Balshe                                                       | My Everything                | 3:56                         |
| 11.                          | «Everyday» (за участю Future)                  | Grande Kotecha Salmanzadeh Nayvadius DeMun Wilburn                                                                       | Dangerous Woman              | 3:14                         |
| 12.                          | «Right There» (за участю Big Sean)             | Grande H. Samuels Helen Culver Joseph Bereal James Smith Lambert Sean Anderson Jeff Lorber                               | Yours Truly                  | 4:07                         |
| 13.                          | «Greedy»                                       | Kotecha Martin Kronlund Salmanzadeh                                                                                      | Dangerous Woman              | 3:34                         |
| 14.                          | «Piano»                                        | Grande H. Samuels Jahmaal Noel Fyffe Parker Ighile Anisa Moghaddam Moses Ayo Samuels Olaniyi Michael Akinkunmi           | Yours Truly                  | 3:54                         |
| 15.                          | «Dangerous Woman»                              | Martin Johan Carlsson Ross Golan                                                                                         | Dangerous Woman              | 3:55                         |
| 16.                          | «Best Mistake» (за участю Big Sean)            | Grande Anderson Dwane Weir                                                                                               | My Everything                | 3:53                         |
| 17.                          | «Faith» (пісня Стіві Вандера за участю Аріани) | Ryan Tedder Stevie Wonder Francis Farewell Starlite                                                                      | Sing, 2016                   | 2:42                         |
| 18.                          | «Beauty and the Beast» (з John Legend)         | Alan Menken Howard Ashman                                                                                                | Beauty and the Beast, 2017   | 3:47                         |

.
| DVD версія | DVD версія     | DVD версія |
| #          | Назва          | Тривалість |
| ---------- | -------------- | ---------- |
| 1.         | «Baby I»       |            |
| 2.         | «Break Free»   |            |
| 3.         | «Into You»     |            |
| 4.         | «Side to Side» |            |

 .
| Лімітована версія | Лімітована версія | Лімітована версія |
| #                 | Назва             | Тривалість        |
| ----------------- | ----------------- | ----------------- |
| 1.                | «Baby I»          |                   |
| 2.                | «The Way»         |                   |
| 3.                | «Right There»     |                   |
| 4.                | «Break Free»      |                   |
| 5.                | «Bang Bang»       |                   |
| 6.                | «Love Me Harder»  |                   |
| 7.                | «One Last Time»   |                   |
| 8.                | «Dangerous Woman» |                   |
| 9.                | «Into You»        |                   |
| 10.               | «Everyday»        |                   |

## Учасники запису
- Аріана Ґранде – вокал (всі пісні)
- Іггі Азалія – вокал (2)
- Jessie J – вокал (5)
- Нікі Мінаж – вокал (5, 6)
- Мак Міллер – вокал (8)
- The Weeknd – вокал (10)
- Future – вокал (11)
- Big Sean – вокал (12, 16)
- Стіві Вандер – вокал (17)
- Джон Ледженд – вокал (18)

## Чарти
| Чарт                              | Найвища позиція |
| --------------------------------- | --------------- |
| Japan Download Albums (Billboard) | 1               |
| Japan Hot Albums (Billboard)      | 1               |
| Japan Top Album Sales (Billboard) | 2               |
| Japan Top Album Sales (Billboard) | 2               |

## Історія релізу
| Країна | Дата             | Формат                                                 | Лейбл    |
| ------ | ---------------- | ------------------------------------------------------ | -------- |
| Японія | 27 вересня, 2017 | - Blu-ray Disc - CD - CD та DVD - Цифрове завантаження | Republic |